# 고토오카정
고토오카정(琴丘町) 아키타현 야마모토군 북서부에 위치했던 정이다.

## 역사
- 1955년 4월 1일 - 가도정, 가미이와카와촌과 합병해 성립하였다.
- 2006년 3월 20일 - 야마모토정, 하치류정과 합병해 미타네정이 되었다.

## 교통

### 철도
- 동일본 여객철도 오우 본선

### 도로
- 국도 7호선